# Pseudicius picaceus
Pseudicius picaceus är en spindelart som först beskrevs av Simon 1868.  Pseudicius picaceus ingår i släktet Pseudicius och familjen hoppspindlar. Inga underarter finns listade i Catalogue of Life.